# Olympic Fanfare and Theme
Olympic Fanfare and Theme és una composició que va crear John Williams l'any 1984 a petició de Los Angeles Olympic Organizing Committee, que va encarregar al compositor una fanfàrria pels Jocs Olímpics d'Estiu de Los Angeles.
La fanfàrria es va presentar l'any 1984 interpretada per l'Orquestra Boston Pops al Symphony Hall. El mateix any, Los Angeles Philharmonic va tocar la peça en directe al Hollywood Bowl per a inaugurar els Jocs Olímpics a la cadena de ràdio KUSC-FM. El mateix Williams va dirigir la New American Orchestra al començament de la cerimònia de la vint-i-sisena edició dels Jocs Olímpics, que es van celebrar a Los Angeles Coliseum el 28 de juliol de 1984.
La peça es va enregistrar per primer cop per una orquestra composta per músics de Los Angeles i va ser publicada en un vinil i un casset titulats The Official Music of the XXIIIrd Olympiad Los Angeles 1984. Es va publicar en format CD només al Japó, i més endavant, l'any 1985, va guanyar un Grammy.
El 1996, una versió alternativa d'«Olympic Fanfare and Theme» es va llançar a l'àlbum Summon the Heroes per The Atlanta Olympic Games. Aquesta versió va reemplaçar la primera part de «Bugler's Dream» de Léo Arnaud, peça que sonava originalment a les cerimònies dels Jocs Olímpics.
La fanfàrria està composta per dues seccions i té una estructura d'A-B-A-B, perquè les dues seccions es repeteixen. Consta d'un motiu ascendent basat en tríades mentre sonen les trompetes, acompanyades per un accent del baix. Hi ha un crescendo a l'últim acord de la secció A, que ens porta al fragment on la caixa ressona de fons al segon pla. Per sobre sonen les cordes i els vents de metall tocant el tema principal, el tema olímpic, mentre les trompetes i els vents de fusta responen amb fragments del tema B. Els fagots i les cordes, acompanyades per les trompes, interpreten una melodia diferenciada que resol al pont de l'obra. Es torna a repetir la secció A amb més força que les anteriors per anunciar l'arribada de la coda, la part final de la peça, que va reproduint passatges de la secció B.
Aquest tema també es va utilitzar als Jocs Olímpics del 2010 a Vancouver mentre s’encenia la flama olímpica. Ha esdevingut un himne esportiu que representa l'esperit dels Jocs Olímpics.